# Carlo Villa (calciatore 1912)
Carlo Villa (Seregno, 28 maggio 1912 – Seregno, 5 dicembre 1975) è stato un calciatore italiano, di ruolo centrocampista.

## Carriera
Cresciuto nel Seregno, club nel quale gioca due campionati di Serie B, ottenendo un settimo posto nel Girone A della stagione 1933-1934, ed uno in Serie C a seguito della retrocessione nell'annata 1934-1935.
Lascia la squadra della città natale nel 1936 per l'Ambrosiana-Inter, con cui gioca una sola stagione, esordendo in Serie A il 27 settembre nella sconfitta casalinga per 1-0 contro il Bologna. Con i milanesi otterrà il settimo posto finale, segnando un gol nell'ultima partita del Campionato (3-0 in casa contro l'Alessandria, il 16 maggio 1937) e un altro, quattro giorni dopo, nei quarti di finale della Coppa Italia (7-1 contro lo Spezia).
La stagione seguente passa al Genova 1893 con cui otterrà in Serie A come massimi risultati un quarto posto nel 1938 e nel 1939.
Con i rossoblu giocò anche la Coppa dell'Europa Centrale 1937, fermandosi ai quarti di finale perché a causa di disordini anti-italiani che si erano verificati a Vienna il Ministro dell'interno italiano, ovvero il dittatore Benito Mussolini, impedì lo svolgersi della gara.
L'esordio con il Grifone è datato 1º gennaio 1938 nella vittoria esterna per 4-0 contro la Lucchese.
Nel 1941 passa al Novara che disputa il campionato cadetto, ottenendo l'ottavo posto nel 1942 ed il sedicesimo nel 1943.
Nel 1944 passa al Milano con cui disputa il Torneo Benefico Lombardo 1944-1945, chiuso al sesto posto.
Torna al Novara per disputare la Serie B-C Alta Italia 1945-1946, ottenendo il quinto posto del Girone A.
Nel 1946 passa al Fanfulla, con cui si piazzerà all'undicesimo posto del Girone A della Serie B 1946-1947.